# Катина Паксину
Катина Паксину (греч. Κατίνα Παξινού, англ. Katina Paxinou, 17 декабря 1900 — 22 февраля 1973) — греческая актриса. Лауреат премии «Оскар» (1944) за лучшую женскую роль второго плана — вторая актриса в истории мирового кинематографа, получившая эту награду за дебютную роль второго плана.

## Биография
Катина, урождённая Екатерини Констандопулу (греч. Αικατερίνη Κωνσταντοπούλου), родилась 17 декабря 1900 года в городе Пирее в Греции. Сначала училась в Женевской консерватории, затем продолжила учёбу в Берлине и Вене. Свою карьеру начала в качестве оперной певицы, но в 1929 году решила стать актрисой и вступила в труппу «Национального греческого театра». Во время её лондонских гастролей началась Вторая мировая война и Паксино решила не возвращаться в Грецию, а иммигрировать в США, где стартовала её кинокарьера.
Первым фильмом с её участием стал «По ком звонит колокол» в 1943 году, за роль Пилар в котором актриса была удостоена премий «Оскар» и «Золотой глобус». На протяжении последующих лет, вплоть до 1949 года, Катина Паксину продолжала регулярно сниматься в голливудских фильмах. В 1947 году она сыграла мадам де ла Ружье в британском фильме «Дядя Силас», где наряду с ней снималась Джин Симмонс. После 1949 года актриса лишь раз снялась в Голливуде, сыграв в 1959 году цыганку в религиозной эпопее «Чудо». Она несколько раз появилась на Бродвее, в том числе в пьесе «Дом Бернарда Альба» в 1951 году, где у неё была главная роль.
В 1950-е годы Катина Паксину вернулась в Грецию, где продолжила свою театральную карьеру. Вместе с мужем, режиссёром Алексисом Менотисом, она стала основательницей «Королевского театра Афин». В последующие годы она в основном играла в театре и лишь изредка появлялась в небольших ролях в кино и на телевидении. Её предлагали на роль Розы Клебб в фильме о Джеймсе Бонде «Из России с любовью».
Катина Паксину умерла от рака 22 февраля 1973 года в Афинах в возрасте 72 лет. Была замужем за Алексисом Минотисом.

## Фильмография
| Год  |    | Русское название      | Оригинальное название           | Роль                 |
| ---- | -- | --------------------- | ------------------------------- | -------------------- |
| 1943 | ф  | По ком звонит колокол | For Whom the Bell Tolls         | Пилар                |
| 1943 | ф  | Заложники             | Hostages                        | Мария                |
| 1945 | ф  | Секретный агент       | Confidential Agent              | миссис Меландес      |
| 1947 | ф  | Дядя Сайлас           | Uncle Silas                     | мадам де ла Ружье    |
| 1947 | ф  | Траур к лицу Электре  | Mourning Becomes Electra        | Кристин Мэннон       |
| 1949 | ф  | Коварный лис Борджиа  | Prince of Foxes                 | Мона Констанса Зоппо |
| 1952 | с  | —                     | Chesterfield Presents           | н/д                  |
| 1953 | тф | —                     | Socrates’ Wife                  | Ксантиппа            |
| 1955 | ф  | Мистер Аркадин        | Mr. Arkadin                     | Софи                 |
| 1959 | с  | —                     | World Theatre                   | мать                 |
| 1959 | ф  | Чудо                  | The Miracle                     | Ла Рока              |
| 1960 | с  | Отец знает лучше      | Father Knows Best               | мама                 |
| 1960 | ф  | Рокко и его братья    | Rocco e i suoi fratelli         | Розария Паронди      |
| 1961 | ф  | —                     | I episkepsis tis giraias kirias | Клэр Заханассиан     |
| 1961 | ф  | Смерть бандита        | Morte di un bandito             | Сильвия              |
| 1962 | тф | —                     | Ghosts                          | миссис Хелен Алвинг  |
| 1962 | ф  | —                     | To spiti tis bernada alma       | н/д                  |
| 1965 | ф  | Остров Афродиты       | To nisi tis Afroditis           | Ламбрини             |
| 1968 | ф  | Тётя Цита             | Tante Zita                      | тётя Цита            |
| 1968 | с  | BBC Пьеса месяца      | BBC Play of the Month           | Агата Пейн           |
| 1970 | ф  | Дикое лето            | Un été sauvage                  | Мария                |
| 1970 | с  | Суть дела             | The Name of the Game            | Филомена             |
| 1970 | ф  | —                     | The Martlet’s Tale              | Орсетта              |

## Награды и номинации
| Награда        | Год  | Категория                                      | Название работы       | Результат |
| -------------- | ---- | ---------------------------------------------- | --------------------- | --------- |
| Оскар          | 1944 | Лучшая женская роль второго плана              | По ком звонит колокол | Победа    |
| Золотой глобус | 1944 | Лучшая женская роль второго плана в кинофильме | По ком звонит колокол | Победа    |